# 浦添市立浦添小学校
浦添市立浦添小学校（うらそえしりつ うらそえしょうがっこう）は、沖縄県浦添市仲間にある公立小学校。略称は「浦小」。浦添市内では最も古い小学校であり、これまでに数回学校名が変わってきた。付近には同市立の幼稚園、中学校がある。
当記事では、同じ敷地内に併設されている浦添市立浦添幼稚園についても記載する。

## 概要
- 1882年開校で浦添市内では最も古い学校である。過去には全校生徒数2000人を有する時もあったが、後に5校（浦城小、牧港小、当山小、沢岻小、前田小）へ分離された。
- 沖縄県では小学校に幼稚園が併設されるのが一般的であるが、当小学校も同様で、同敷地内に小学校と幼稚園が立地する。但し、中学校は小学校敷地の隣に立地している。

- 学級数 - 19学級
  - 1年 - 3学級
  - 2年 - 4学級
  - 3年 - 3学級
  - 4年 - 3学級
  - 5年 - 3学級
  - 6年 - 3学級
- 児童数 - 593名
- 職員数 - 42名
- 敷地面積 - 26,223m2
  - 校舎敷地 - 15,180m2
  - 運動場敷地 - ,6520m2
  - その他敷地 - 4,523m2

上記数値は2005年5月現在の情報。但し、幼稚園は含まれていない。

## 沿革
- 1882年 - 創立。浦添間切番所内浦添小学校と称す。現浦添中学校の校舎のある位置。児童30人。
- 1887年 - 浦添尋常小学校に改称。
- 1902年 - 浦添尋常高等小学校と改称。
- 1941年 - 浦添国民学校と改称。第二次世界大戦勃発。
- 1945年 - 太平洋戦争により校舎・教具消失。8月15日終戦。
- 1946年 - 終戦後の開校、運動場拡張。記念大運動会。仲西初等学校（現仲西小学校）へ分離。
- 1952年 - 浦添市立浦添小学校と改称。
- 1959年 - パン給食の開始。
- 1964年 - 学校給食開始。校内テレビ放送開始。
- 1970年 - 浦城小学校を分離開校。
- 1972年 - 牧港小学校を分離開校。
- 1974年 - 浦添市立浦添幼稚園創立。
- 1975年 - 当山小学校を分離開校。
- 1983年 - 沢岻小学校を分離開校。
- 1988年 - 同校4階に浦添市立教育研究所を設立。
- 1989年 - 前田小学校を分離。
- 1993年 - エコ・子ども自然史博物館オープン。
- 1996年 - 文部省の国際交流研究開発校に指定（1998年まで）。
- 2000年 - 才能開発実践教育賞を受賞。
- 2001年 - 創立120周年記念行事としてギネス世界記録挑戦（#その他参照）。
- 2002年 - 創立120周年記念式典挙行し、祝賀会開催。
- 2004年 - 指定英語教育研究校（2005年度まで）。
- 2005年 - エコ・子ども自然史博物館を、学校子ども博物館としてリニューアル・オープン。
- 2006年 - 2学期制を導入。
- 2008年 - 日本最大の小学校ホームページコンテストであるJ-KIDS大賞2008において、優秀賞を受賞。
- 2014年 - 新校舎完成。
- 2019年 - 新体育館完成。

## 周辺
- 浦添市立浦添中学校
- 浦添警察署
- 浦添郵便局
- フレッシュプラザユニオン 仲間店
- 仲間交番

## アクセス

### モノレール
- 沖縄都市モノレール線（ゆいレール）浦添前田駅徒歩8分

### 路線バス
浦添小学校前バス停（徒歩1分）
- 56番・浦添線　（琉球バス交通）

安波茶バス停（徒歩2～3分）
- 55番・牧港線　（琉球バス交通）
- 56番・浦添線　（琉球バス交通）
- 91番・城間（南風原）線　（東陽バス）
- 191番・城間（一日橋）線　（東陽バス）

## 校区
過去には11地域（現在の町・字による数え方、以下同じ）を管轄していた。これは、市内の地域数が20であるのを考えると、同校で市内の半分以上を管轄していたことになる。その後、1970年から新たな小学校開設により分離していき、現在の管轄は3地域にまで減っている。
現在の校区
- 安波茶（一部除く）
- 大平（一部除く）
- 仲間

分離前の校区と現在の管轄学校
- 安波茶→沢岻小学校
- 伊祖→浦城小学校
- 内間→沢岻小学校
- 大平→沢岻小学校
- 経塚→沢岻小学校、前田小学校
- 城間→浦城小学校
- 沢岻→沢岻小学校
- 当山→当山小学校、前田小学校
- 西原→当山小学校、前田小学校
- 前田→前田小学校
- 牧港→牧港小学校

## その他
- 2001年に開校120周年を記念して、2001人で手話を使って歌を歌うということを行い、2,293人で手話ダンスに成功。ギネスブックに登録された（後ほど記録が破られ更新された）[1]。
- 平成16年度の同校の卒業式において、従来の紙吹雪に代えて、紙飛行機を入れたくす玉が沖縄県内で初めて使用された[2]。